# Nostra Senyora de Gràcia de Manlleu
Nostra Senyora de Gràcia de Manlleu és una església eclèctica de Manlleu (Osona) inclosa a l'Inventari del Patrimoni Arquitectònic de Catalunya.

## Descripció
L'actual església de Nostra Senyora de Gràcia és el resultat d'una ampliació de l'original. Aquesta ampliació li dona al conjunt unes proporcions singulars. La planta de creu amb una nau central de dimensió similar a les naus transversals, un absis petit i la torre de creuer octogonal amb finestrals reduïts circulars i poca alçada, li donem personalitat a l'església, a més d'un interessant joc de pendents en les teulades. Les pintures de l'interior són obra del pintor Joan Rifà.